# Niwy (obwód miński)
Niwy (biał. Нівы, Niwy; ros. Нивы, Niwy) – wieś na Białorusi, w obwodzie mińskim, w rejonie stołpeckim, w sielsowiecie Szaszki.

## Historia
W dwudziestoleciu międzywojennym zaścianek leżący w Polsce, w województwie nowogródzkim, w powiecie stołpeckim, do 1 kwietnia 1927 w gminie Zasule, następnie w gminie Stołpce. W 1921 miejscowość liczyła 108 mieszkańców, zamieszkałych w 15 budynkach, w tym 90 Polaków i 18 Białorusinów. 86 mieszkańców było wyznania rzymskokatolickiego i 22 prawosławnego.
Po II wojnie światowej w granicach Związku Sowieckiego. Od 1991 w niepodległej Białorusi.